# Dagu Glacier Gondola

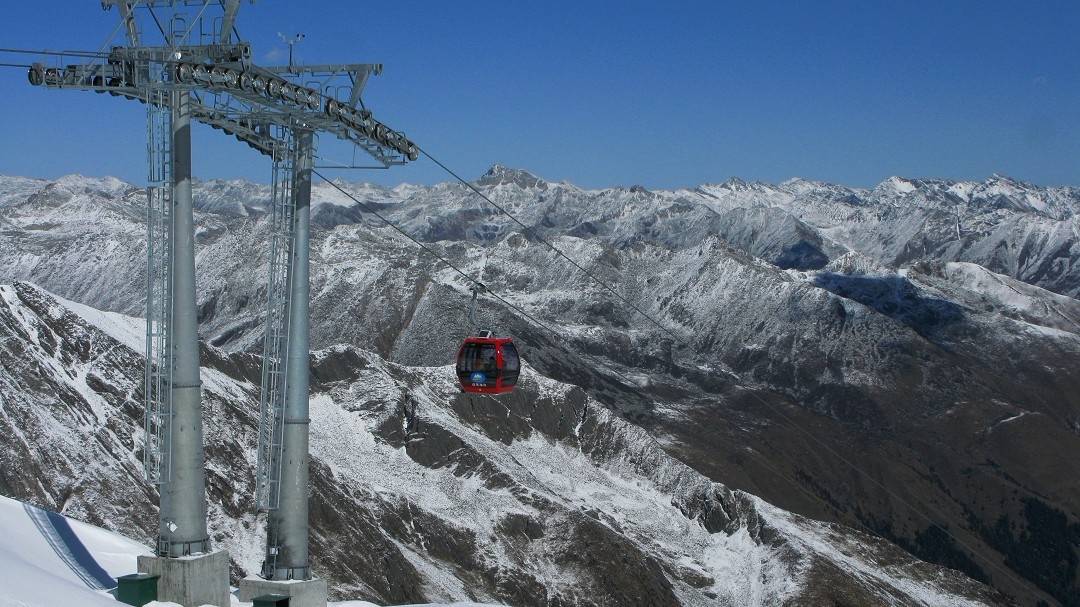
Dagu Glacier Gondola

Die Dagu Glacier Gondola ist eine Gondelbahn im Dagu-Gletscher-Nationalpark (Dagu Glacier National Park) in China und dient seiner touristischen Erschließung. Sie fährt von der in einem Talkessel auf 3.617 m Höhe gelegenen Talstation zu der am Dagu-Gletscher auf 4.843 m Höhe gelegenen Bergstation und ist damit derzeit (2012) die höchste Seilbahn der Welt.

## Lage
Die Seilbahn liegt rund 40 km nordwestlich von Luhua (Heishui) im Autonomen Bezirk Ngawa der Tibeter und Qiang und damit rund 350 Straßenkilometer nördlich von Chengdu in der chinesischen Provinz Sichuan. Sie ist mit Bussen erreichbar, die bei der Fahrt von dem in etwa 2.400 m Höhe gelegenen Eingang des Nationalparks bei der Provinzstraße S 302 durch die Berge zu einem Talkessel unterhalb des Dagu-Gletschers 1.200 Höhenmeter überwinden.

## Beschreibung
Die Talstation befindet sich in einem Talkessel auf 3.617 m Höhe – immer noch von Bäumen umgeben und deutlich unter der Schneegrenze, die an den umliegenden Nordhängen bei etwa 4.000 m liegt. Die Gondelbahn fährt in einer Sektion über einen Höhenunterschied von 1.226 m zur Bergstation auf 4.843 m Höhe. Die für acht Personen ausgelegten Gondeln benötigen weniger als 10 Minuten für eine Fahrt. Die Bergstation liegt an einem flachen und weiten Bereich des Dagu-Gletschers, auf dem gefahrlos kleine Spaziergänge unternommen werden können. Ein markanter Felsen mit der großen Zahl „4860“ bildet ein beliebtes Fotomotiv.
Wegen der dünnen Luft in dieser Höhenlage stehen in den beiden Stationen wie auch in den Gondeln Sauerstoffflaschen und Atemmasken bereit.

## Technische Einzelheiten
Die Dagu Glacier Gondola ist eine von Doppelmayr gebaute Einseilumlaufbahn mit einer schrägen Länge von 2.399 m und 20 Stützen. Die 36 kuppelbaren Gondeln für je 8 Personen benötigen 9,4 Minuten für eine Fahrt mit einer normalen Betriebsgeschwindigkeit von 6,0 m/s (21,6 km/h). Die Förderleistung beträgt 800 Personen pro Stunde. Der Antrieb befindet sich in der Talstation, die Spannvorrichtung für das Förderseil ist in der Bergstation. Das Förderseil wurde von Fatzer geliefert.

## Geschichte
Doppelmayr erhielt den Auftrag im April 2005. Die Montage begann im Oktober 2006, musste aber im gleichen Monat wegen des schlechten Wetters wieder eingestellt werden. Erst im Juli 2007 konnte weitergearbeitet werden. Wegen zahlreicher wetterbedingter Unterbrechungen dauerte die Montage bis zum 22. März 2008, als die Bahn übergeben werden konnte. Die offizielle Einweihung fand am 1. Mai 2008 statt.